# Galende
Galende ist ein nordwestspanischer Ort und eine Gemeinde (municipio) mit 1.024 Einwohnern (Stand: 2024) im Osten der Provinz Zamora der Autonomen Gemeinschaft Kastilien-León. Die Gemeinde besteht neben dem gleichnamigen Hauptort aus den Ortschaften Cubelo, Ilanes, Moncabril, Pedrazales, El Puente, Rabanillo, Ribadelago, Ribadelago Nuevo, San Martín de Castañeda und Vigo.

## Lage
Galende liegt in der kastilischen Hochebene in einer Höhe von etwa 945 m. Die Provinzhauptstadt Zamora ist etwa 105 Kilometer (Fahrtstrecke) in südöstlicher Richtung entfernt. Im Gemeindegebiet liegt der Sanabria-See (Lago de Sanabria). Zahlreiche Berge befinden sich in der Gemeinde. Das Klima im Winter ist durchaus kalt, im Sommer dagegen warm bis heiß, Regenfälle (ca. 1114 mm/Jahr) fallen verteilt übers ganze Jahr.

## Bevölkerungsentwicklung
| Jahr      | 1970 | 1981 | 1991 | 2001 | 2011 | 2021 |
| Einwohner | 1869 | 1459 | 1315 | 1360 | 1384 | 960  |

## Sehenswürdigkeiten

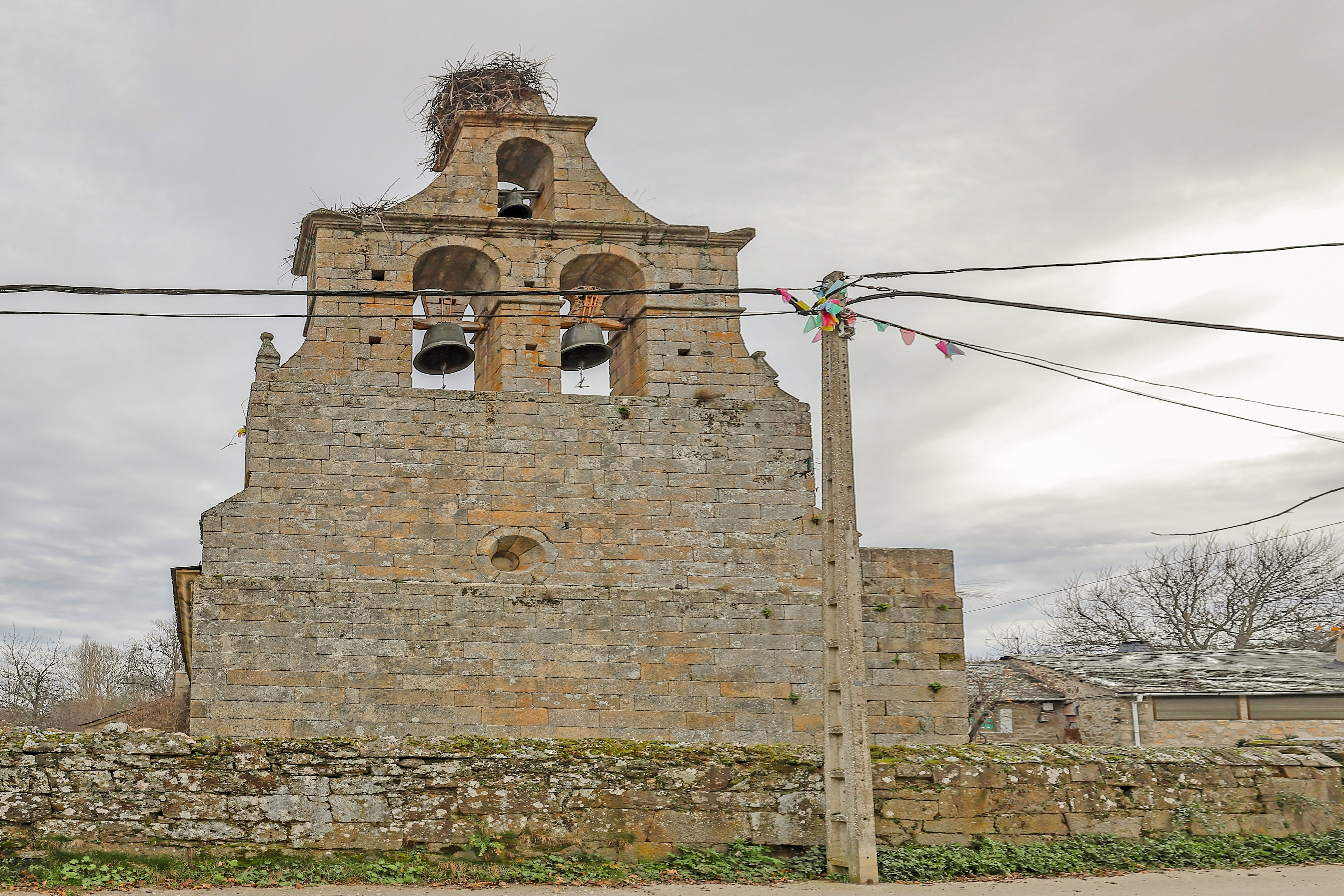
Mameskapelle
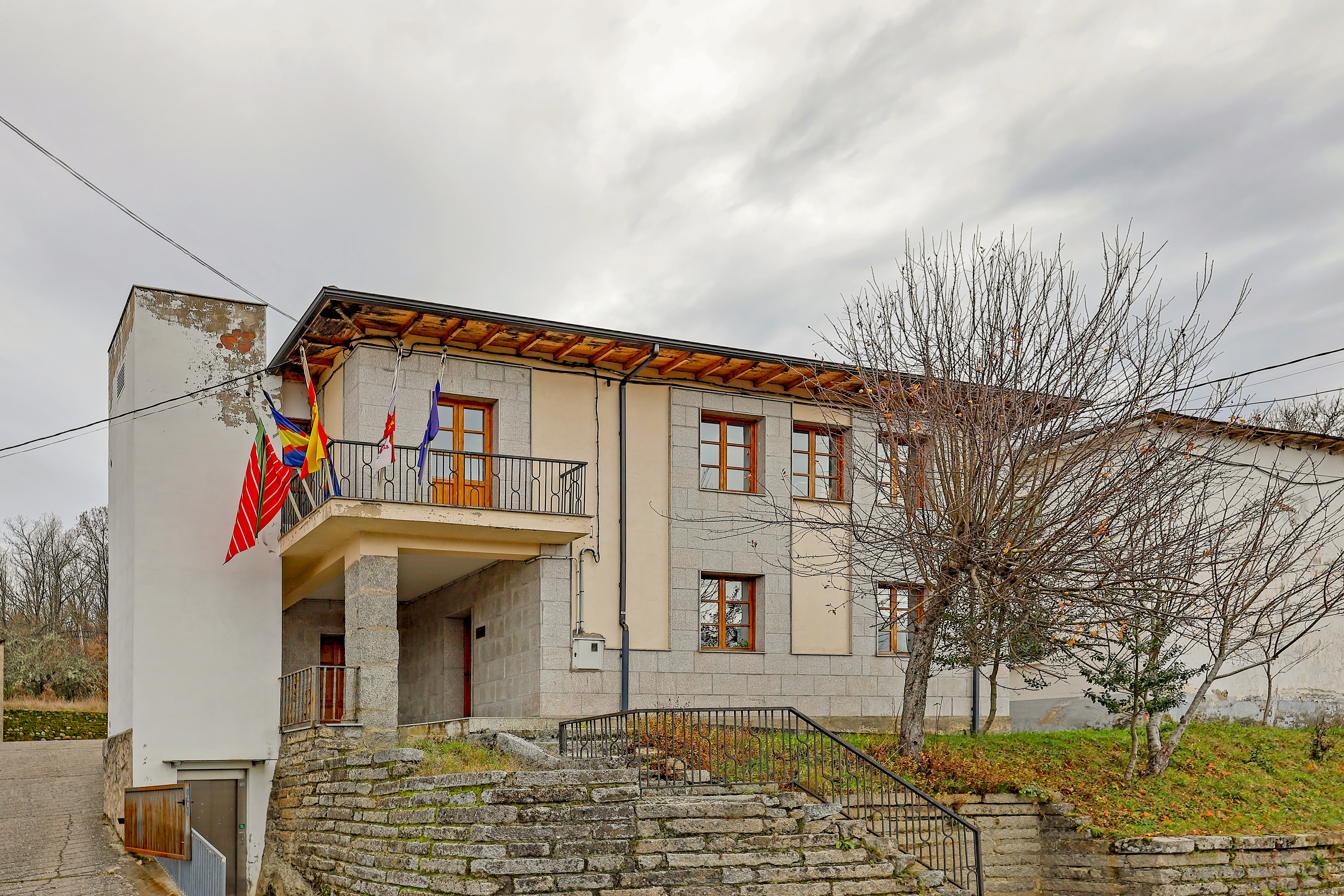
Rathaus

- Mameskapelle
- Rathaus